# Voodoo Vibes
Voodoo Vibes (en español: Vibraciones del vudú) es el quinto álbum de estudio de la banda alemana de heavy metal Axxis  y fue lanzado en formato de disco compacto por EMI Music en 1997.
Este disco fue grabado en los Estudios Dierks, en la villa de Stommeln, a las afueras de Colonia, Renania del Norte-Westfalia, Alemania.  Fue producido por Berhnard Weiss, Walter Pietsch, Harry Oellers y Thomas Kemper.
Según el guitarrista Walter Pietsch, Voodoo Vibes se convirtió en la producción más roquera desde su álbum debut: Kingdom of the Night. Además, en las propias palabras de Pietsch, dijo que «ellos querían producir un álbum, pues se sentían lo suficientemente preparados para esa tarea».
Voodoo Vibes llegó a posicionarse en el puesto 82.º de la lista del Media Control Charts de Alemania el 9 de febrero de 1997.

## Lista de canciones
Todas las canciones fueron escritas por Axxis.

| Side one |                     |                          |          |  |
| N.º      | Título              | Traducción al español    | Duración |  |
| 1.       | «Helena»            | «Helena»                 | 4:24     |  |
| 2.       | «Voodoo Vibes»      | «Vibraciones del vudú»   | 3:16     |  |
| 3.       | «Fly Away»          | «Volar»                  | 3:33     |  |
| 4.       | «Sarajevo»          | «Sarajevo»               | 4:33     |  |
| 5.       | «Desert Song»       | «Canción del desierto»   | 4:09     |  |
| 6.       | «A Little Mercy»    | «Un poco de piedad»      | 4:39     |  |
| 7.       | «World of Mystery»  | «Mundo de misterio»      | 4:42     |  |
| 8.       | «Allright»          | «Bien»                   | 3:08     |  |
| 9.       | «Love and Pain»     | «Amor y dolor»           | 3:40     |  |
| 10.      | «A Life for a Life» | «Una vida por otra»      | 4:49     |  |
| 11.      | «Spider»            | «Araña»                  | 3:32     |  |
| 12.      | «The Show is Over»  | «El espectáculo terminó» | 4:32     |  |

## Créditos
- Bernhard Weiss — voz y guitarra
- Walter Pietsch — guitarra
- Markus Gfeller — bajo
- Richard Michalski — batería
- Harry Oellers — teclados

## Posicionamiento
| Año  | País     | Lista                | Posición máxima |
| ---- | -------- | -------------------- | --------------- |
| 1997 | Alemania | Media Control Charts | 82.º            |